# دیواره صخره‌نوردی سنگسر سل

دیواره صخره نوردی سنگسر سُل واقع در شمال مهدیشهر (سنگسر)

دیواره سنگسر سل یکی از دیواره‌های طبیعی صخره نوردی در ایران است که در ۳۵ کیلومتری شهر سمنان و در ۵ کیلومتری شمال منطقه دربند مهدیشهر واقع است.
سنگسر سُل به شکل یک تودهٔ عظیم آهکی به ارتفاع تقریبی ۲۲۰ متر در بلندترین نقطه و طول تقریبی ۷۰۰ متر رو به جنوب قرار گرفته‌است.
در سال ۱۳۸۸ یک جشنواره بین‌المللی صخره نوردی در سنگسر سل برگزار شده‌است. به گفته کارشناسان، در صورت ایجاد زیرساخت‌های مناسب، سنگسر سل که در فاصله اندکی از غار دربند مهدیشهر قرار گرفته‌است، قابلیت تبدیل شدن به یک جاذبه بین‌المللی را داراست.

## خطرات صعود انفرادی به دیواره
سنگسر سل دیواره‌ای کاملاً تخصصی است و صعود به آن به شکل انفرادی و بدون تجهیزات کوهنوردی، توصیه نمی‌شود. کم توجهی به مسائل ایمنی، گه گاه حوادثی را در این دیواره رقم می‌زند.

## نگارخانه

دیواره صخره نوردی سنگسر سُل واقع در شمال مهدیشهر (سنگسر)